# Rabidosa carrana
Rabidosa carrana är en spindelart som först beskrevs av Bryant 1934.  Rabidosa carrana ingår i släktet Rabidosa och familjen vargspindlar. Inga underarter finns listade i Catalogue of Life.